# Life of an American Fireman
Life of an American Fireman er en amerikansk stumfilm fra 1903 af Edwin S. Porter.